# Naturwissenschaftlicher Verein in Hamburg
Der Naturwissenschaftliche Verein in Hamburg besteht seit 1837 und wurde auf Grund einer Initiative naturwissenschaftlich interessierter Hamburger Bürger gegründet.

## Vereinszweck
Der Verein dient der allgemeinen Verbreitung naturwissenschaftlicher Kenntnisse, der  Förderung des hamburgischen Bibliothekswesens auf naturwissenschaftlichem Gebiet, der  Unterstützung naturwissenschaftlicher Forschung, der  Förderung des Natur- und Umweltschutzes und der  Durchführung wissenschaftlicher Exkursionen.

## Aktivitäten
Der Verein führt monatlich allgemeine Vortragsveranstaltungen durch. Zusätzlich verfügt er über 7 Arbeitsgruppen, die ihre eigenen Arbeitssitzungen, Vorträge und Exkursionen ausrichten. Er gibt 3 Veröffentlichungsreihen heraus, von denen 2 im wissenschaftlichen Schriftentausch in Zusammenarbeit mit der Staatsbibliothek an Bibliotheken im In- und Ausland verschickt werden.
Der Verein hat seine naturwissenschaftlichen Sammlungen der Stadt Hamburg übertragen und unterstützt die Gründung eines Museums der Natur für die Stadt. Der Vorstand und die Leitung der Arbeitsgruppen bestehen aus Mitarbeitern der Universität Hamburg und naturwissenschaftlich interessierten Bürgern. Vorsitzender ist Harald Schliemann.

## Geschichte
Die Gründung des Vereins durch naturwissenschaftlich engagierte Hamburger Bürger fand am 18. November 1837 statt. Heinrich von Struve wurde zum 1. Vorsitzenden gewählt.
Die naturwissenschaftlichen Sammlungen der Mitglieder wurden seit 1840 in der Gelehrtenschule des Johanneums aufbewahrt, um seit 1843 den Grundstock des neu gegründeten Naturhistorischen Museums Hamburg zu bilden.
In der Folgezeit machte sich der Verein wiederholt für die Gründung der Universität Hamburg stark, in deren Räume er nach 1919 umzog. Durch Unterstützung seitens des Vereins gelang es der Universität 1928, die erste Hamburger Naturforschertagung auszurichten.

## Veröffentlichungen
- Abhandlungen aus dem Gebiete der Naturwissenschaften: 1846–1931 (23 Bände)
- Verhandlungen des Naturwissenschaftlichen Vereins: 1857–1935 (40 Bände)
- Abhandlungen und Verhandlungen des Naturwissenschaftlichen Vereins: 1937–1976 (27 Bände)
- Abhandlungen des Naturwissenschaftlichen Vereins (NF): seit 1980 (25 Bände)
- Verhandlungen des Naturwissenschaftlichen Vereins (NF): seit 1979 (31 Bände, seit 2018 „Natur im Fokus“)
- Sonderbände des Naturwissenschaftlichen Vereins:1960–1987
- Natur und Wissen: Jahresbericht und Zusammenfassungen der Veranstaltungen, seit 2005

## Arbeitsgruppen des Vereins
- Entomofaunistik
- Höhlengruppe
- Geschiebekunde
- Geologische Gruppe
- Mikropaläontologische Gruppe
- Planktongruppe
- Mikrobiologische Gruppe